# Mr. Ling
Mr. Ling é um personagem do filme 007 contra Goldfinger, terceiro filme da franquia cinematográfica do espião britânico James Bond, criado por Ian Fleming. Foi interpretado nas telas pelo ator britânico de ascendência chinesa Burt Kwouk, mais famoso internacionalmente nos anos 60 e 70 por seu papel de "Kato", o servente chinês do Inspetor Clouseau nos filmes da série A Pantera Cor de Rosa. Kwouk também participou de mais dois filmes de 007, em pequenas pontas, Com 007 Só Se Vive Duas Vezes e a paródia não-oficial 007 contra o Cassino Royale, ambos de 1967.

## Características
Mr. Ling é um cientista especializado em fissão nuclear e um agente da China comunista que trabalha para Auric Goldfinger. Ele acompanha o vilão pelo mundo discutindo e desenvolvendo a parte nuclear de seu plano chamado "Operação Grand Slam", a detonação de um artefato radioativo dentro de Fort Knox, o maior depósito de ouro dos Estados Unidos.

## No filme
Ele aparece pela primeira vez dentro das empresas de Goldfinger discutindo com o patrão sobre o plano, o que é escutado por Bond, que invadiu secretamente o local, sem saber do que se trata; e novamente depois de Bond ser capturado e preso à mesa de ouro do vilão e pronto para ser cortado ao meio por um feixe de laser. Enquanto Bond está prisioneiro, Goldfinger lhe revela o plano de contaminação do ouro de Fort Knox, por um artefato nuclear radiativo sujo criado por Ling, que não permitirá o acesso a este ouro pelos americanos por 58 anos, levando a uma crise no mercado de ouro do qual ele se beneficiará pela valorização de seu próprio ouro. Quando Goldfinger e seu exército de capangas invadem Fort Knox, Mr. Ling chega para colocar e armar o detonador dentro da bomba. Quando o plano dá errado, pela CIA ter sido avisada antes por Pussy Galore, uma cúmplice que se passou para o lado de 007, e tropas do exército invadem o local, Goldfinger veste um uniforme militar e mata Mr. Ling à queima-roupa com sua pistola de ouro para tentar enganar os soldados invasores, se passando por seu aliado.